# Les Révoltés du Clermont
Pour plus de détails, voir Fiche technique et Distribution.
Les Révoltés du Clermont (Little Old New York) est un film américain en noir et blanc réalisé par Henry King et sorti en 1940. 
Le scénario est inspiré de la vie de Robert Fulton, l'inventeur du bateau à vapeur.

## Synopsis
En 1807, l'ingénieur, peintre, sous-marinier et inventeur américain Robert Fulton arrive à New-York pour y faire construire un bateau mû par la vapeur, et non par des voiles. Il promet que ce "steamer" ne se contentera pas de descendre l'Hudson quand il y a suffisamment de vent, mais qu'il pourra remonter le fleuve vers l'amont quel que soit le temps. 
Mais de nombreuses embûches ne tardent pas à contrarier les projets de l'inventeur : son principal financeur, le diplomate Robert Livingston, coupe les crédits à cause des guerres napoléoniennes ; le président Jefferson impose un embargo alors que la chaudière du futur bateau doit arriver du Royaume-Uni ; craignant de se retrouver au chômage si la navigation à voile disparaît, des marins incendient le steamer en construction. 
Fulton réussira néanmoins à surmonter tous ces obstacles grâce à sa logeuse, Patricia O' Day, qui n'hésitera pas à s'endetter pour lui fournir les fonds qui lui manquent bien que Fulton ne réponde pas favorablement à ses avances, préférant courtiser Harriet Livingston, nièce du diplomate. Construit au chantier naval de Charles Brown, petit ami de Patricia, le "Clermont" est enfin lancé, révolutionnant la navigation fluviale, et bientôt maritime.

## Fiche technique
- Titre français : Les Révoltés du Clermont
- Titre original : Little Old New York
- Réalisation : Henry King, assisté de Robert D. Webb (non crédité)
- Scénario : Harry Tugend, John L. Balderston, d'après la pièce Little Old New York de Rida Johnson Young
- Direction artistique : Richard Day, Rudolph Sternad
- Décors : Thomas Little
- Costumes : Royer
- Photographie : Leon Shamroy
- Son : Alfred Bruzlin, Roger Heman
- Montage : Barbara McLean
- Musique : Alfred Newman
- Producteur : Darryl F. Zanuck
- Production associée : Raymond Griffith
- Société de production et de distribution : Twentieth Century-Fox Film Corporation
- Pays de production : États-Unis
- Langue d'origine : anglais
- Format : noir et blanc - 35 mm - 1,37:1 - Son Mono (Western Electric)
- Genre : biographie, Drame historique
- Durée : 100 min
- Dates de sortie : 
  - États-Unis : 3 février 1940 (première à New York)
  - France : 30 janvier 1953

## Distribution
- Alice Faye : Pat O'Day
- Fred MacMurray : Charles Brownne
- Richard Greene : Robert Fulton
- Henry Stephenson : Robert R. Livingston
- Brenda Joyce : Harriet Livingston, nièce de Robert R. Livingston
- Andy Devine : "Commodore"
- Fritz Feld : le tavernier
- Ward Bond : Regan
- Clarence Hummel Wilson : Willie Stout
- Robert Middlemass : Nicholas Roosevelt
- Roger Imhof : John Jacob Astor
- Theodor von Eltz : Washington Irving
- Arthur Aylesworth : le capitaine
- Virginia Brissac : Mme Brevoort
- Stanley Andrews : le capitaine de la patrouille
- Ben Carter : Noah
- O. G. Hendrian : Blackie
- Harry Tyler : le timonier
- Victor Kilian : Peter De Witt
- Paul Sutton : Wolf
- Tyler Brooke : le chanteur
- Herbert Ashley : l'acheteur d'un billet
- Jody Gilbert : Hilda
- Herbert Heywood : Horace

## Source
- Les Révoltés du Clermont sur EncycloCiné